# Isla Chafariz
Isla Chafariz är en ö i Argentina.   Den ligger i provinsen Misiones, i den nordöstra delen av landet, 900 km norr om huvudstaden Buenos Aires.
Omgivningarna runt Isla Chafariz är en mosaik av jordbruksmark och naturlig växtlighet. Runt Isla Chafariz är det ganska glesbefolkat, med 23 invånare per kvadratkilometer.